# Trierer Straße (Nürnberg)
Trierer Straße ist der Name des Statistischen Bezirks 44 im Süden Nürnbergs. Er gehört zum Statistischen Stadtteil 4 “Südliche Außenstadt”. Der Bezirk besteht aus den Distrikten 440 Trierer Straße (Bereitschaftspolizei), 441 Kettelersiedlung und 442 Falkenheim.

## Verkehr
Die Straßenbahn Nürnberg bedient den Bezirk an den Haltestellen Saarbrückener Straße und Worzeldorfer Straße der Linie 5.